# Kofi Amoah Prah
Kofi Amoah Prah (né le 20 décembre 1974 à Accra au Ghana) est un sauteur en longueur allemand.
Il a remporté la médaille d'argent aux Championnats d'Europe en salle de 1992, a terminé septième à la Coupe du monde des nations de 1998, onzième aux Championnats d'Europe de 1998 et cinquième aux Jeux olympiques de 2000.
Il a représenté les clubs sportifs Berliner SC et LAC Halensee Berlin et est devenu champion d'Allemagne en 2000 Son record personnel est de 8,20 mètres, réalisé en juin 2000 à Wesel.
En 2008, il a été suspendu pour deux ans par l'IAAF pour consommation de cocaïne.
Il est également connu pour sa collision violente avec la coureuse roumaine Gabriela Szabo lors d'une réunion en salle à Stuttgart en 2001. Szabo quittait la piste après la fin de sa course tandis qu'Kofi Amoah Prah effectuait un saut.